# 2012-es Amstel Gold Race
A 2012-es Amstel Gold Race a 47. holland Amstel Gold Race volt, 1966 óta. 2012. április 18-án rendezték meg, a 2012-es UCI World Tour egyik európai országúti kerékpáros versenyeként. A rajt Maastrichtnál, a cél Valkenburgban, a Caubergen volt. Az olasz Enrico Gasparotto nyerte meg, második a belga Jelle Vanendert, harmadik a szlovák Peter Sagan lett.

## Végeredmény
|    | Versenyző               | Csapat                | Idő                 | World Tour pontok |
| -- | ----------------------- | --------------------- | ------------------- | ----------------- |
| 1  | Enrico Gasparotto (ITA) | Astana                | 6:32:35             | 80                |
| 2  | Jelle Vanendert (BEL)   | Lotto–Belisol Team    | 6:32:35 (+00:00:00) | 60                |
| 3  | Peter Sagan (SVK)       | Liquigas–Cannondale   | 6:32:37 (+00:00:02) | 50                |
| 4  | Óscar Freire (ESP)      | Katyusa               | 6:32:37 (+00:00:02) | 40                |
| 5  | Thomas Voeckler (FRA)   | Team Europcar         | 6:32:37 (+00:00:02) | –                 |
| 6  | Philippe Gilbert (BEL)  | BMC Racing Team       | 6:32:37 (+00:00:02) | 22                |
| 7  | Samuel Sánchez (ESP)    | Euskaltel–Euskadi     | 6:32:37 (+00:00:02) | 14                |
| 8  | Fabian Wegmann (GER)    | Team Garmin–Barracuda | 6:32:39 (+00:00:04) | 10                |
| 9  | Rinaldo Nocentini (ITA) | AG2R La Mondiale      | 6:32:39 (+00:00:04) | 6                 |
| 10 | Bauke Mollema (NED)     | Rabobank              | 6:32:39 (+00:00:04) | 2                 |